# Presidente do Conselho de Ministros do Peru
O presidente do Conselho de Ministros do Peru, informalmente chamado "premier" ou "primeiro-ministro", dirige o Conselho de Ministros e é nomeado pelo presidente (pendente de ratificação pelo Congresso como com todos os membros do Conselho).
O primeiro-ministro do Peru, no entanto, não é o chefe de governo, pois, no Peru, o presidente é o único chefe de governo. O Peru é um dos poucos países da América Latina (outros são Cuba e Haiti) onde existe atualmente o cargo de primeiro-ministro. O atual primeiro-ministro é Eduardo Arana, nomeado pela presidente Dina Boluarte, que assumiu o cargo em 13 de maio de 2025.

## Reforma
Recentemente, o papel do primeiro-ministro tem sido debatido e se deve ser fortalecido. Essa ideia foi apoiada pelos ex-presidentes Alan García, Alejandro Toledo e Ollanta Humala. Essas reformas permitiriam que o primeiro-ministro se tornasse o chefe efetivo do governo, da mesma forma que ocorre em países como a França e a Rússia.

## Lista de primeiros-ministros do Peru (de 1856 à atualidade)
| No. | Imagem                    | Primeiro-ministro                                         | Início de funções       | Final de funções                | Presidente                  |
| --- | ------------------------- | --------------------------------------------------------- | ----------------------- | ------------------------------- | --------------------------- |
| 1   |                           | Juan Manuel del Mar Bernedo                               | dezembro de 1856        | 1857                            | Ramón Castilla              |
| 2   |                           | José Maria Raygada y Gallo (1.ª vez)                      | 1857                    | 15 de julho de 1858             | Ramón Castilla              |
| 3   |                           | Miguel de San Román                                       | 15 de julho de 1858     | outubro de 1858                 | Ramón Castilla              |
| 2   |                           | José Maria Raygada y Gallo (2.ª vez)                      | outubro de 1858         | 1861                            | Ramón Castilla              |
| 4   |                           | Juan Antonio Pezet                                        | 1861                    | 1863                            | Ramón Castilla              |
| 4   | Miguel de San Román       | Juan Antonio Pezet                                        | 1861                    | 1863                            |                             |
| 4   | Ramón Castilla            | Juan Antonio Pezet                                        | 1861                    | 1863                            |                             |
| 4   | Pedro Diez Canseco        | Juan Antonio Pezet                                        | 1861                    | 1863                            |                             |
| 5   |                           | Juan Antonio Ribeyro Estrada                              | 1863                    | agosto de 1864                  | Juan Antonio Pezet          |
| 6   |                           | Manuel Costas Arce                                        | agosto de 1864          | 11 de abril de 1865             | Juan Antonio Pezet          |
| 7   |                           | Manuel Ignacio de Vivanco                                 | 11 de abril de 1865     | de setembro de 1865             | Juan Antonio Pezet          |
| 7   | Mariano Ignacio Prado     | Manuel Ignacio de Vivanco                                 | 11 de abril de 1865     | de setembro de 1865             |                             |
| 7   | Juan Antonio Pezet        | Manuel Ignacio de Vivanco                                 | 11 de abril de 1865     | de setembro de 1865             |                             |
| 8   |                           | Pedro José Calderón                                       | setembro de 1865        | 8 de novembro de 1865           |                             |
| 9   |                           | Mariano Ignacio Prado                                     | 8 de novembro de 1865   | de junho de 1867                | Pedro Diez Canseco          |
| 9   | Mariano Ignacio Prado     | Mariano Ignacio Prado                                     | 8 de novembro de 1865   | de junho de 1867                |                             |
| 10  |                           | Pedro José de Saavedra                                    | junho de 1867           | janeiro de 1868                 |                             |
| 11  |                           | Luis La Puerta                                            | janeiro de 1868         | 8 de janeiro de 1868            |                             |
| 12  |                           | Antonio Arenas (1.ª vez)                                  | 8 de janeiro de 1868    | 2 de agosto de 1868             | Pedro Diez Canseco          |
| 13  |                           | José Balta                                                | 2 de agosto de 1868     | 2 de agosto de 1871             | José Balta                  |
| 14  |                           | José Allende                                              | 2 de agosto de 1871     | 1872                            | José Balta                  |
| 15  |                           | José Jorge Loayza (1.ª vez)                               | 1872                    | 1872                            | Francisco Diez Canseco      |
| 15  | Mariano Herencia Zevallos | José Jorge Loayza (1.ª vez)                               | 1872                    | 1872                            |                             |
| 16  |                           | José Miguel Medina                                        | 2 de agosto de 1872     | 3 de setembro de 1873           | Manuel Pardo                |
| 17  |                           | José Eusebio Sánchez Pedraza                              | 3 de setembro de 1873   | 1874                            | Manuel Pardo                |
| 18  |                           | José de la Riva-Agüero y Looz Corswaren                   | 1874                    | 1875                            | Manuel Pardo                |
| 19  |                           | Nicolás Freire de Neira                                   | 1875                    | 1876                            | Manuel Pardo                |
| 12  |                           | Antonio Arenas (2.ª vez)                                  | 2 de agosto de 1876     | 26 de agosto de 1876            | Mariano Ignacio Prado       |
| 20  |                           | Teodoro La Rosa                                           | 26 de agosto de 1876    | 4 de junho de 1877              | Mariano Ignacio Prado       |
| 21  |                           | Juan Buendía Noriega                                      | 4 de junho de 1877      | 18 de junho de 1878             | Mariano Ignacio Prado       |
| 15  |                           | José Jorge Loayza (2.ª vez)                               | 18 de junho de 1878     | 17 de dezembro de 1878          | Mariano Ignacio Prado       |
| 22  |                           | Manuel Irigoyen Larrea (1.ª vez)                          | 17 de dezembro de 1878  | 19 de maio de 1879              | Mariano Ignacio Prado       |
| 23  |                           | Manuel de Mendiburu                                       | 19 de maio de 1879      | 16 de outubro de 1879           | Mariano Ignacio Prado       |
| 24  |                           | Manuel Gonzáles de la Cotera                              | 16 de outubro de 1879   | 23 de dezembro de 1879          | Mariano Ignacio Prado       |
| 25  |                           | Aurelio Denegri Valega (1.ª vez)                          | março de 1881           | novembro de 1881                | Francisco García Calderón   |
| 26  |                           | Lorenzo Iglesias Pino de Arce                             | 3 de janeiro de 1883    | 27 de agosto de 1883            | Lizardo Montero Flores      |
| 27  |                           | Manuel Antonio Barinaga (1.ª vez)                         | 27 de agosto de 1883    | 7 de abril de 1884              | Lizardo Montero Flores      |
| 27  | Andrés Avelino Cáceres    | Manuel Antonio Barinaga (1.ª vez)                         | 27 de agosto de 1883    | 7 de abril de 1884              |                             |
| 28  |                           | Mariano Castro Zaldívar Iglesias                          | 7 de abril de 1884      | 14 de maio de 1885              |                             |
| 29  |                           | Joaquín Iglesias Pino de Arce                             | 14 de maio de 1885      | 3 de dezembro de 1885           |                             |
| 12  |                           | Antonio Arenas (3.ª vez)                                  | 3 de dezembro de 1885   | 5 de junho de 1886              | Himself                     |
| 30  |                           | Pedro Alejandrino del Solar Gabans (1.ª vez)              | 5 de junho de 1886      | 6 de outubro de 1886            | Andrés Avelino Cáceres      |
| 31  |                           | José Nicolas Araníbar y Llano                             | 6 de outubro de 1886    | 22 de novembro de 1886          | Andrés Avelino Cáceres      |
| 30  |                           | Pedro Alejandrino del Solar Gabans (2.ª vez)              | 22 de novembro de 1886  | 22 de agosto de 1887            | Andrés Avelino Cáceres      |
| 32  |                           | Mariano Santos Álvarez Villegas                           | 22 de agosto de 1887    | 12 de setembro de 1887          | Andrés Avelino Cáceres      |
| 33  |                           | Carlos Maria Elías y de la Quintana (1.ª vez)             | 12 de setembro de 1887  | 5 de outubro de 1887            | Andrés Avelino Cáceres      |
| —   |                           | Raymundo Morales Arias Acting Prime Minister              | 5 de outubro de 1887    | 8 de novembro de 1887           | Andrés Avelino Cáceres      |
| 25  |                           | Aurelio Denegri Valega (2.ª vez)                          | 8 de novembro de 1887   | 8 de março de 1889              | Andrés Avelino Cáceres      |
| 34  |                           | José Mariano Jiménez Wald (1.ª vez)                       | 8 de março de 1889      | 4 de abril de 1889              | Andrés Avelino Cáceres      |
| 30  |                           | Pedro Alejandrino del Solar Gabans (3.ª vez)              | 4 de abril de 1889      | 10 de fevereiro de 1890         | Andrés Avelino Cáceres      |
| 22  |                           | Manuel Irigoyen Larrea (2.ª vez)                          | 11 de fevereiro de 1890 | 10 de agosto de 1890            | Andrés Avelino Cáceres      |
| 35  |                           | de agosto deo Huaman-Velasco Billinghurst                 | 10 de agosto de 1890    | 24 de julho de 1891             | Remigio Morales Bermúdez    |
| —   |                           | Alberto Elmore Fernández de Córdoba Acting Prime Minister | 24 de julho de 1891     | 14 de agosto de 1891            | Remigio Morales Bermúdez    |
| 36  |                           | Federico Herrera (1.ª vez)                                | 1 de agosto de 1891     | 24 de agosto de 1891            | Remigio Morales Bermúdez    |
| 37  |                           | Justiniano Borgoño                                        | 24 de agosto de 1891    | 14 de outubro de 1891           | Remigio Morales Bermúdez    |
| —   |                           | Federico Herrera                                          | 14 de outubro de 1891   | 27 de novembro de 1891 (acting) | Remigio Morales Bermúdez    |
| 36  | 27 de novembro de 1891    | Federico Herrera                                          | 14 de abril de 1892     |                                 | Remigio Morales Bermúdez    |
| —   |                           | Juan Ibarra                                               | 14 de abril de 1892     | 2 de maio de 1892 (acting)      | Remigio Morales Bermúdez    |
| 38  | 2 de maio de 1892         | Juan Ibarra                                               | 30 de junho de 1892     |                                 | Remigio Morales Bermúdez    |
| 33  |                           | Carlos Maria Elías y de la Quintana (2.ª vez)             | 30 de junho de 1892     | 3 de março de 1893              | Remigio Morales Bermúdez    |
| 39  |                           | Manuel Velarde Seoane                                     | 3 de março de 1893      | 11 de maio de 1893              | Remigio Morales Bermúdez    |
| 34  |                           | José Mariano Jiménez Wald (2.ª vez)                       | 11 de maio de 1893      | 1 de abril de 1894              | Remigio Morales Bermúdez    |
| 40  |                           | Baltasar García Urrutia                                   | 1 de abril de 1894      | 10 de agosto de 1894            | Justiniano Borgoño          |
| 41  |                           | Cesáreo Chacaltana Reyes (1.ª vez)                        | 10 de agosto de 1894    | 16 de novembro de 1894          | Andrés Avelino Cáceres      |
| 22  |                           | Manuel Irigoyen Larrea (3.ª vez)                          | 16 de novembro de 1894  | 20 de março de 1895             | Andrés Avelino Cáceres      |
| 42  |                           | Antonio Bentín y La Fuente                                | 8 de setembro de 1895   | 30 de novembro de 1895          | Nicolás de Piérola          |
| 27  |                           | Manuel Antonio Barinaga (2.ª vez)                         | 30 de novembro de 1895  | 8 de agosto de 1896             | Nicolás de Piérola          |
| 43  |                           | Manuel Pablo Olaechea Guerrero                            | 8 de agosto de 1896     | 25 de novembro de 1897          | Nicolás de Piérola          |
| 44  |                           | Alejandro López de Romaña Alvizuri                        | 25 de novembro de 1897  | 16 de maio de 1898              | Nicolás de Piérola          |
| 15  |                           | José Jorge Loayza (3.ª vez)                               | 16 de maio de 1898      | 8 de setembro de 1899           | Nicolás de Piérola          |
| 45  |                           | Manuel María Gálvez Egúsquiza                             | 8 de setembro de 1899   | 14 de dezembro de 1899          | Eduardo López de Romaña     |
| 46  |                           | Enrique de la Riva-Agüero y Looz Corswaren (1.ª vez)      | 14 de dezembro de 1899  | 30 de agosto de 1900            | Eduardo López de Romaña     |
| 47  |                           | Enrique Coronel Zegarra y Cortés                          | 30 de agosto de 1900    | 2 de outubro de 1900            | Eduardo López de Romaña     |
| 48  |                           | Domingo M. Almenara Butler                                | 2 de outubro de 1900    | 11 de setembro de 1901          | Eduardo López de Romaña     |
| 41  |                           | Cesáreo Chacaltana Reyes (2.ª vez)                        | 11 de setembro de 1901  | 9 de agosto de 1902             | Eduardo López de Romaña     |
| 49  |                           | Cesáreo Octavio Deustua Escarza                           | 9 de agosto de 1902     | 4 de novembro de 1902           | Eduardo López de Romaña     |
| 50  |                           | Eugenio Larrabure y Unanue                                | 4 de novembro de 1902   | 8 de setembro de 1903           | Eduardo López de Romaña     |
| 51  |                           | José Pardo y Barreda                                      | 8 de setembro de 1903   | 14 de maio de 1904              | Manuel Candamo              |
| 51  | Serapio Calderón          | José Pardo y Barreda                                      | 8 de setembro de 1903   | 14 de maio de 1904              |                             |
| 52  |                           | Alberto Elmore Fernández de Córdoba                       | 14 de maio de 1904      | 24 de setembro de 1904          |                             |
| 53  |                           | Augusto Bernardino Leguía y Salcedo                       | 24 de setembro de 1904  | 1 de agosto de 1907             | José Pardo y Barreda        |
| 54  |                           | Agustín Tovar                                             | 1 de agosto de 1907     | 9 de outubro de 1907            | José Pardo y Barreda        |
| 55  |                           | Carlos A. Washburn Salas                                  | 9 de outubro de 1907    | 24 de setembro de 1908          | José Pardo y Barreda        |
| 56  |                           | Eulogio I. Romero Salcedo                                 | 24 de setembro de 1908  | 8 de junho de 1909              | Augusto B. Leguía y Salcedo |
| 57  |                           | Rafael Fernández de Villanueva Cortez                     | 8 de junho de 1909      | 14 de março de 1910             | Augusto B. Leguía y Salcedo |
| 58  |                           | Javier Prado y Ugarteche                                  | 14 de março de 1910     | 3 de agosto de 1910             | Augusto B. Leguía y Salcedo |
| 59  |                           | Germán Schreiber Waddington (1.ª vez)                     | 3 de agosto de 1910     | 3 de novembro de 1910           | Augusto B. Leguía y Salcedo |
| 60  |                           | José Salvador Cavero Ovalle                               | 3 de novembro de 1910   | 27 de dezembro de 1910          | Augusto B. Leguía y Salcedo |
| 61  |                           | Enrique C. Basadre Stevenson                              | 27 de dezembro de 1910  | 31 de agosto de 1911            | Augusto B. Leguía y Salcedo |
| 62  |                           | Agustín Guillermo Ganoza Cavero                           | 31 de agosto de 1911    | 24 de setembro de 1912          | Augusto B. Leguía y Salcedo |
| 63  |                           | Elías Malpartida                                          | 24 de setembro de 1912  | 23 de dezembro de 1912          | Guillermo Billinghurst      |
| 64  |                           | Enrique Varela Vidaurre (1.ª vez)                         | 24 de dezembro de 1912  | 24 de fevereiro de 1913         | Guillermo Billinghurst      |
| 65  |                           | Federico Luna y Peralta                                   | 24 de fevereiro de 1913 | 17 de junho de 1913             | Guillermo Billinghurst      |
| 66  |                           | Aurelio Sousa Matute (1.ª vez)                            | 17 de junho de 1913     | 27 de julho de 1913             | Guillermo Billinghurst      |
| 64  |                           | Enrique Varela Vidaurre (2.ª vez)                         | 27 de julho de 1913     | 4 de fevereiro de 1914          | Guillermo Billinghurst      |
| 67  |                           | Pedro E. Muñiz Sevilla                                    | 16 de maio de 1914      | 1 de agosto de 1914             | Óscar Benavides             |
| 68  |                           | Manuel Melitón Carvajal                                   | 1 de agosto de 1914     | 2 de agosto de 1914             | Óscar Benavides             |
| 66  |                           | Aurelio Sousa Matute (2.ª vez)                            | 22 de agosto de 1914    | 11 de novembro de 1914          | Óscar Benavides             |
| 59  |                           | Germán Schreiber Waddington (2.ª vez)                     | 11 de novembro de 1914  | 18 de fevereiro de 1915         | Óscar Benavides             |
| 69  |                           | Carlos Isaac Abril Galindo                                | 18 de fevereiro de 1915 | 24 de setembro de 1915          | José Pardo y Barreda        |
| 64  |                           | Enrique de la Riva-Agüero y Looz Corswaren (2.ª vez)      | 24 de setembro de 1915  | 27 de julho de 1917             | José Pardo y Barreda        |
| 70  |                           | Francisco Tudela y Varela                                 | 27 de julho de 1917     | 18 de dezembro de 1918          | José Pardo y Barreda        |
| 71  |                           | Germán Arenas Zuñiga (1.ª vez)                            | 18 de dezembro de 1918  | 26 de abril de 1919             | José Pardo y Barreda        |
| 72  |                           | Juan Manuel Zuloaga                                       | 26 de abril de 1919     | 4 de julho de 1919              | José Pardo y Barreda        |
| 73  |                           | Germán Leguía y Martínez Jakeway                          | 4 de julho de 1919      | 7 de outubro de 1922            | Augusto B. Leguía y Salcedo |
| 74  |                           | Julio Enrique Ego Aguirre                                 | 7 de outubro de 1922    | 12 de outubro de 1924           | Augusto B. Leguía y Salcedo |
| 75  |                           | Alejandrino Maguiña                                       | 12 de outubro de 1924   | 7 de dezembro de 1926           | Augusto B. Leguía y Salcedo |
| 76  |                           | Pedro José Rada y Gamio                                   | 7 de dezembro de 1926   | 12 de outubro de 1929           | Augusto B. Leguía y Salcedo |
| 77  |                           | Benjamín Huamán de los Heros                              | 12 de outubro de 1929   | 23 de agosto de 1930            | Augusto B. Leguía y Salcedo |
| 78  |                           | Fernando Sarmiento                                        | 23 de agosto de 1930    | 25 de agosto de 1930            | Augusto B. Leguía y Salcedo |
| 79  |                           | Luis Miguel Sánchez Cerro                                 | 25 de agosto de 1930    | 24 de novembro de 1930          | Manuel María Ponce Brousset |
| 79  | Luis Miguel Sánchez Cerro | Luis Miguel Sánchez Cerro                                 | 25 de agosto de 1930    | 24 de novembro de 1930          |                             |
| 80  |                           | Antonio Beingolea                                         | 24 de novembro de 1930  | 1 de março de 1931              |                             |
| 71  |                           | Germán Arenas Zuñiga (2.ª vez)                            | 8 de dezembro de 1931   | 28 de janeiro de 1932           | Luis Miguel Sánchez Cerro   |
| 81  |                           | Francisco R. Lanatta Ramírez                              | 29 de janeiro de 1932   | 13 de abril de 1932             | Luis Miguel Sánchez Cerro   |
| 82  |                           | Luis Angel Flores                                         | 13 de abril de 1932     | 20 de maio de 1932              | Luis Miguel Sánchez Cerro   |
| 83  |                           | Ricardo Rivadeneyra Barnuevo (1872–1954)                  | 21 de maio de 1932      | 24 de dezembro de 1932          | Luis Miguel Sánchez Cerro   |
| 84  |                           | José Matías Manzanilla Barrientos (1867–1947)             | 24 de dezembro de 1932  | 29 de junho de 1933             | Luis Miguel Sánchez Cerro   |
| 84  | Óscar Benavides           | José Matías Manzanilla Barrientos (1867–1947)             | 24 de dezembro de 1932  | 29 de junho de 1933             |                             |
| 85  |                           | Jorge Prado y Ugarteche (1887–1970)                       | 29 de junho de 1933     | 24 de novembro de 1933          |                             |
| 86  |                           | José de la Riva-Agüero y Osma (1885–1944)                 | 24 de novembro de 1933  | 18 de maio de 1934              |                             |
| 87  |                           | Alberto Rey de Castro y Romaña (1.ª vez) (1869–1961)      | setembro de 1934        | 24 de dezembro de 1934          |                             |
| 88  |                           | Carlos Arenas y Loayza (1885–1955)                        | 24 de dezembro de 1934  | maio de 1935                    |                             |
| 89  |                           | Manuel Esteban Rodríguez (1883–1936)                      | maio de 1935            | 13 de abril de 1936             |                             |
| 90  |                           | Ernesto Montagne Markholz (1885–1954)                     | 8 de dezembro de 1936   | 12 de abril de 1939             |                             |
| 87  |                           | Alberto Rey de Castro y Romaña (2.ª vez) (1869–1961)      | 12 de abril de 1939     | 8 de dezembro de 1939           |                             |
| 91  |                           | Alfredo Solf y Muro (1872–1969)                           | 8 de dezembro de 1939   | 3 de dezembro de 1944           | Manuel Prado y Ugarteche    |
| 92  |                           | Manuel Cisneros Sánchez (1.ª vez) (1904–1971)             | 3 de dezembro de 1944   | 28 de julho de 1945             | Manuel Prado y Ugarteche    |
| 93  |                           | Rafael Belaúnde Diez Canseco (1886–1972)                  | 28 de julho de 1945     | 31 de janeiro de 1946           | José Bustamante y Rivero    |
| 94  |                           | Julio Ernesto Portugal Escobedo (1894–1972)               | 31 de janeiro de 1946   | 12 de janeiro de 1947           | José Bustamante y Rivero    |
| 95  |                           | José R. Alzamora Freundt (1891–1953)                      | 12 de janeiro de 1947   | 30 de outubro de 1947           | José Bustamante y Rivero    |
| 96  |                           | Roque de agosto deo Saldías Maninat (1.ª vez) (1892–1974) | 27 de fevereiro de 1948 | 17 de junho de 1948             | José Bustamante y Rivero    |
| 97  |                           | Armando Revoredo Iglesias (1896–1978)                     | 17 de junho de 1948     | 29 de outubro de 1948           | José Bustamante y Rivero    |
| 98  |                           | Zenón Noriega Agüero (1900–1957)                          | 28 de julho de 1950     | 9 de agosto de 1954             | Manuel A. Odría             |
| 96  |                           | Roque de agosto deo Saldías Maninat (2.ª vez) (1892–1974) | 9 de agosto de 1954     | 28 de julho de 1956             | Manuel A. Odría             |
| 92  |                           | Manuel Cisneros Sánchez (2.ª vez) (1904–1971)             | 28 de julho de 1956     | 9 de junho de 1958              | Manuel Prado y Ugarteche    |
| 99  |                           | Luis Gallo Porras (1894–1972)                             | 9 de junho de 1958      | 18 de julho de 1959             | Manuel Prado y Ugarteche    |
| 100 |                           | Pedro Beltrán Espantoso (1897–1979)                       | 18 de julho de 1959     | 24 de novembro de 1961          | Manuel Prado y Ugarteche    |
| 101 |                           | Carlos Moreyra y Paz Soldán (1898–1981)                   | 24 de novembro de 1961  | 18 de julho de 1962             | Manuel Prado y Ugarteche    |
| 102 |                           | Nicolás Lindley López (1908–1995)                         | 18 de julho de 1962     | 3 de março de 1963              | Ricardo Pérez Godoy         |
| 102 | 3 de março de 1963        | Nicolás Lindley López (1908–1995)                         | 28 de julho de 1963     | Nicolás Lindley López           |                             |
| 103 |                           | Julio Óscar Trelles Montes (1904-1990)                    | 28 de julho de 1963     | 31 de dezembro de 1963          | Fernando Belaúnde Terry     |
| 104 |                           | Fernando Schwalb López Aldana (1.ª vez) (1916–2002)       | 31 de dezembro de 1963  | 15 de setembro de 1965          | Fernando Belaúnde Terry     |
| 105 |                           | Daniel Becerra de la Flor (1906-1987)                     | 15 de setembro de 1965  | 6 de setembro de 1967           | Fernando Belaúnde Terry     |
| 106 |                           | Edgardo Seoane Corrales (1903-1978)                       | 6 de setembro de 1967   | 17 de novembro de 1967          | Fernando Belaúnde Terry     |
| 107 |                           | Raúl Ferrero Rebagliati (1911–1977)                       | 17 de novembro de 1967  | 30 de maio de 1968              | Fernando Belaúnde Terry     |
| 108 |                           | Oswaldo Hercelles García (1908–1969)                      | 30 de maio de 1968      | 2 de outubro de 1968            | Fernando Belaúnde Terry     |
| 109 |                           | Miguel Mujica Gallo (1910–2001)                           | 2 de outubro de 1968    | 3 de outubro de 1968            | Fernando Belaúnde Terry     |
| 110 |                           | Ernesto Montagne Sánchez (1916–1993)                      | 3 de outubro de 1968    | 31 de janeiro de 1973           | Juan Velasco Alvarado       |
| 111 |                           | Luis Edgardo Mercado Jarrín (1919–2012)                   | 31 de janeiro de 1973   | 1 de fevereiro de 1975          | Juan Velasco Alvarado       |
| 112 |                           | Francisco Morales Bermúdez (1921–2022)                    | 1 de fevereiro de 1975  | 30 de agosto de 1975            | Juan Velasco Alvarado       |
| 113 |                           | Óscar Vargas Prieto (1917–1989)                           | 30 de agosto de 1975    | 31 de janeiro de 1976           | Francisco Morales Bermúdez  |
| 114 |                           | Jorge Fernández Maldonado Solari (1922–2000)              | 31 de janeiro de 1976   | 16 de julho de 1976             | Francisco Morales Bermúdez  |
| 115 |                           | Guillermo Arbulú Galliani (1921–1998)                     | 17 de julho de 1976     | 30 de janeiro de 1978           | Francisco Morales Bermúdez  |
| 116 |                           | Óscar Molina Pallochia (1921–1990)                        | 30 de janeiro de 1978   | 31 de janeiro de 1979           | Francisco Morales Bermúdez  |
| 117 |                           | Pedro Richter Prada (1921–2017)                           | 31 de janeiro de 1979   | 28 de julho de 1980             | Francisco Morales Bermúdez  |
| 118 |                           | Manuel Ulloa Elías (1922–1992)                            | 28 de julho de 1980     | 3 de janeiro de 1983            | Fernando Belaúnde Terry     |
| 104 |                           | Fernando Schwalb López Aldana (2.ª vez) (1916–2002)       | 3 de janeiro de 1983    | 10 de abril de 1984             | Fernando Belaúnde Terry     |
| 119 |                           | Sandro Mariátegui Chiappe (1921–2013)                     | 12 de outubro de 1984   | 28 de julho de 1985             | Fernando Belaúnde Terry     |
| 120 |                           | Luis Ciro Pércovich Roca (1931–2017)                      | 12 de outubro de 1984   | 28 de julho de 1985             | Fernando Belaúnde Terry     |
| 121 |                           | Luis Juan Alva Castro (1942–)                             | 28 de julho de 1985     | 26 de junho de 1987             | Alan García Pérez           |
| 122 |                           | Guillermo Larco Cox (1.ª vez) (1932–2002)                 | 26 de junho de 1987     | 17 de maio de 1988              | Alan García Pérez           |
| 123 |                           | Armando Villanueva del Campo (1915–2013)                  | 17 de maio de 1988      | 15 de maio de 1989              | Alan García Pérez           |
| 124 |                           | Luis Alberto Felix Sánchez (1900–1994)                    | 15 de maio de 1989      | 30 de setembro de 1989          | Alan García Pérez           |
| 122 |                           | Guillermo Larco Cox (2.ª vez) (1932–2002)                 | 30 de setembro de 1989  | 28 de julho de 1990             | Alan García Pérez           |
| 125 |                           | Juan Carlos Hurtado Miller (1940–)                        | 28 de julho de 1990     | 15 de fevereiro de 1991         | Alberto Fujimori            |
| 126 |                           | Carlos Torres y Torres Lara (1942–2000)                   | 15 de fevereiro de 1991 | 6 de novembro de 1991           | Alberto Fujimori            |
| 127 |                           | Alfonso de los Heros Perez Alba (1939–)                   | 6 de novembro de 1991   | 6 de abril de 1992              | Alberto Fujimori            |
| 128 |                           | Óscar de la Puente Raygada (1938–)                        | 6 de abril de 1992      | 28 de agosto de 1993            | Alberto Fujimori            |
| 129 |                           | Alfonso Bustamante y Bustamante (1941–)                   | 28 de agosto de 1993    | 17 de fevereiro de 1994         | Alberto Fujimori            |
| 130 |                           | Efraín Goldenberg Schreiber (1929–)                       | 17 de fevereiro de 1994 | 28 de julho de 1995             | Alberto Fujimori            |
| 131 |                           | Dante Córdova Blanco (1943–)                              | 28 de julho de 1995     | 3 de abril de 1996              | Alberto Fujimori            |
| 132 |                           | Alberto Pandolfi Arbulú (1.ª vez) (1940–)                 | 3 de abril de 1996      | 4 de junho de 1998              | Alberto Fujimori            |
| 133 |                           | Javier Valle Riestra González Olachea (1932–)             | 4 de junho de 1998      | 21 de agosto de 1998            | Alberto Fujimori            |
| 132 |                           | Alberto Pandolfi Arbulú (2.ª vez) (1940–)                 | 21 de agosto de 1998    | 3 de janeiro de 1999            | Alberto Fujimori            |
| 134 |                           | Víctor Dionicio Joy Way Rojas (1945–)                     | 3 de janeiro de 1999    | 10 de outubro de 1999           | Alberto Fujimori            |
| 135 |                           | José Alberto Bustamante Belaúnde (1950–2008)              | 10 de outubro de 1999   | 29 de julho de 2000             | Alberto Fujimori            |
| 136 |                           | Federico Salas Guevara Schultz (1950–2021)                | 29 de julho de 2000     | 22 de novembro de 2000          | Alberto Fujimori            |
| 137 |                           | Javier Pérez de Cuéllar (1920–2020)                       | 22 de novembro de 2000  | 28 de julho de 2001             | Valentín Paniagua           |
| 138 |                           | Roberto Enrique Dañino Zapata (1951–)                     | 28 de julho de 2001     | 12 de julho de 2002             | Alejandro Toledo            |
| 139 |                           | Luis Solari De La Fuente (1948–)                          | 12 de julho de 2002     | 28 de junho de 2003             | Alejandro Toledo            |
| 140 |                           | Martha Beatriz Merino Lucero (1947–)                      | 28 de junho de 2003     | 15 de dezembro de 2003          | Alejandro Toledo            |
| 141 |                           | Carlos Ferrero Costa (1941–)                              | 15 de dezembro de 2003  | 16 de agosto de 2005            | Alejandro Toledo            |
| 142 |                           | Pedro Pablo Kuczynski Godard (1938–)                      | 16 de agosto de 2005    | 28 de julho de 2006             | Alejandro Toledo            |
| 143 |                           | Jorge del Castillo Gálvez (1950–)                         | 28 de julho de 2006     | 14 de outubro de 2008           | Alan García Pérez           |
| 144 |                           | Yehude Simon Munaro (1947–)                               | 14 de outubro de 2008   | 11 de julho de 2009             | Alan García Pérez           |
| 145 |                           | Javier Velásquez (1960–)                                  | 11 de julho de 2009     | 14 de setembro de 2010          | Alan García Pérez           |
| 146 |                           | José Antonio Chang (1958–)                                | 14 de setembro de 2010  | 18 de março de 2011             | Alan García Pérez           |
| 147 |                           | Rosario Fernández (1955–)                                 | 19 de março de 2011     | 28 de julho de 2011             | Alan García Pérez           |
| 148 |                           | Salomón Lerner Ghitis (1946–)                             | 28 de julho de 2011     | 11 de dezembro de 2011          | Ollanta Humala              |
| 149 |                           | Oscar Valdés (1949–)                                      | 11 de dezembro de 2011  | 23 de julho de 2012             | Ollanta Humala              |
| 150 |                           | Juan Jiménez Mayor (1964–)                                | 23 de julho de 2012     | 31 de outubro de 2013           | Ollanta Humala              |
| 151 |                           | César Villanueva (1.ª vez) (1946–)                        | 31 de outubro de 2013   | 24 de fevereiro de 2014         | Ollanta Humala              |
| 152 |                           | René Cornejo (1962–)                                      | 24 de fevereiro de 2014 | 22 de julho de 2014             | Ollanta Humala              |
| 153 |                           | Ana Jara (1968–)                                          | 22 de julho de 2014     | 2 de abril de 2015              | Ollanta Humala              |
| 154 |                           | Pedro Cateriano (1958–)                                   | 2 de abril de 2015      | 28 de julho de 2016             | Ollanta Humala              |
| 155 |                           | Fernando Zavala Lombardi (1971–)                          | 28 de julho de 2016     | 17 de setembro de 2017          | Pedro Pablo Kuczynski       |
| 156 |                           | Mercedes Aráoz Fernández (1961–)                          | 17 de setembro de 2017  | 2 de abril de 2018              | Pedro Pablo Kuczynski       |
| 151 |                           | César Villanueva (2.ª vez) (1946–)                        | 2 de abril de 2018      | 8 de março de 2019              | Martín Vizcarra             |
| –   |                           | Martin Vizcarra (Interino) (1963–)                        | 8 de março de 2019      | 11 de março de 2019             | Martín Vizcarra             |
| 157 |                           | Salvador del Solar (1970–)                                | 11 de março de 2019     | 30 de setembro de 2019          | Martín Vizcarra             |
| 158 |                           | Vicente Zeballos (1963–)                                  | 30 de setembro de 2019  | 15 de julho de 2020             | Martín Vizcarra             |
| -   |                           | Pedro Cateriano (2.ª vez) (1958–)                         | 15 de julho de 2020     | 6 de agosto de 2020             | Martín Vizcarra             |
| 159 |                           | Walter Martos (1957–)                                     | 6 de agosto de 2020     | 9 de novembro de 2020           | Martín Vizcarra             |
| 160 |                           | Ántero Flores Aráoz (1942–)                               | 11 de novembro de 2020  | 15 de novembro de 2020          | Manuel Merino               |
| 161 |                           | Violeta Bermúdez (1961–)                                  | 18 de novembro de 2020  | 28 de julho de 2021             | Francisco Sagasti           |
| 162 |                           | Guido Bellido (1979–)                                     | 29 de julho de 2021     | 6 de outubro de 2021            | Pedro Castillo              |
| 163 |                           | Mirtha Vásquez(1975–)                                     | 6 de outubro de 2021    | 31 de janeiro de 2022           | Pedro Castillo              |
| 164 |                           | Héctor Valer (1959–)                                      | 1 de fevereiro de 2022  | 8 de fevereiro de 2022          | Pedro Castillo              |
| 165 |                           | Aníbal Torres (1942–)                                     | 8 de fevereiro de 2022  | 25 de novembro de 2022          | Pedro Castillo              |
| 166 |                           | Betssy Chávez (1989–)                                     | 25 de novembro de 2022  | 10 de dezembro de 2022          | Pedro Castillo              |
| 167 |                           | Pedro Angulo Arana (1960–)                                | 10 de dezembro de 2022  | 21 de dezembro de 2022          | Dina Boluarte               |
| 168 |                           | Alberto Otárola (1967–)                                   | 21 de dezembro de 2022  | 6 de março de 2024              | Dina Boluarte               |
| 169 |                           | Gustavo Adrianzén (1966–)                                 | 6 de março de 2024      | 13 de maio de 2025              | Dina Boluarte               |
| 170 |                           | Eduardo Arana (1965–)                                     | 6 de março de 2024      | 13 de maio de 2025              |                             |